# 김윤환 (1988년)
김윤환(1988년 1월 8일~ )은 대한민국의 전직 스타크래프트 프로게이머 출신 프로게임단 코치이다. KT 롤스터 소속. Hery[HyO]라는 아이디를 사용하며, 종족은 테란이다.
저그 유저 김윤환과 동명이인이다.
2004년 KTF 매직엔스 (현 KT 롤스터)에 입단하며 프로게이머 생활을 시작했다.
2009년 3월 25일 STX SouL로 이적하였다.
STX SouL에서도 이렇다한 실력을 발휘하지도 못하고 사실상 프로게이머를 은퇴하였다. 2009년 8월 친정팀 KT 롤스터로 복귀, 코치로 임명되었다. KT 테란 전담 코치로 활동하며, 황병영과 박성균의 실력을 키워냈다.
2013년 2월 5일, 의정부시의 306보충대로다가 입대하였다.
2014년 11월 4일 제대 이후 18일 KT 롤스터의 코치로 재합류했다.
2016년 10월 kt 롤스터의 스타크래프트 II 종목 팀 해체로 무소속 신분이 되었다.

## 주요 기록

#### 개인 경력
- 2004년 6월 제3회 커리지 매치 입상
- 2007년 9월 곰TV MSL 시즌3 32강

#### 코치 경력
- 2010년 4월 신한은행 위너스리그 09-10 우승
- 2010년 8월 신한은행 프로리그 09-10 우승
- 2010년 8월 경남-STX컵 마스터즈 2010 3위
- 2011년 7월 신한은행 프로리그 10-11 우승
- 2012년 4월 SK플래닛 스타크래프트 프로리그 시즌1 준우승
- 2015년 4월 SK텔레콤 스타크래프트 II 프로리그 2015 2라운드 3위
- 2015년 6월 SK텔레콤 스타크래프트 II 프로리그 2015 3라운드 3위
- 2015년 9월 SK텔레콤 스타크래프트 II 프로리그 2015 4라운드 우승
- 2015년 9월 SK텔레콤 스타크래프트 II 프로리그 2015 통합 4위
- 2016년 3월 SK텔레콤 스타크래프트 II 프로리그 2016 1라운드 3위
- 2016년 5월 SK텔레콤 스타크래프트 II 프로리그 2016 2라운드 준우승